# Cortegana

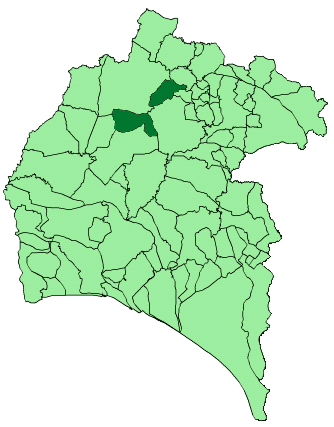
Bản đồ Cortegana, Huelva

Cortegana là một thị trấn và đô thị ở tỉnh Huelva, Tây Ban Nha. Theo điều tra dân số năm 2005, đô thị này có dân số 4.952 người. Diện tích của thị trấn này là 174 km² với mật độ dân số 28,5 người/km². Thị trấn này nằm cách Huelva 121 km, nằm ở độ cao 673 m trên mực nước biển.